# Ricardo Giusti
Ricardo Omar Giusti (* 11. prosinec 1956, Arroyo Seco, Santa Fe) je bývalý argentinský fotbalista. Nastupoval většinou na postu záložníka.
S argentinskou reprezentací vyhrál mistrovství světa v Mexiku roku 1986.. Má i stříbrnou medaili ze světového šampionátu v Itálii roku 1990. V národním mužstvu působil v letech 1983-1990 a odehrál 53 utkání.
S klubem CA Independiente vyhrál Interkontinentální pohár 1984 a nejprestižnější jihoamerickou pohárovou trofej - Pohár osvoboditelů (1984).
S Independiente získal též dva tituly mistra Argentiny (1983, 1988/89).